# Rhodostrophia decolor
Rhodostrophia decolor là một loài bướm đêm trong họ Geometridae.